# Węgrowo Polskie (gromada)
Węgrowo Polskie – dawna gromada, czyli najmniejsza jednostka podziału terytorialnego Polskiej Rzeczypospolitej Ludowej w latach 1954–1972.
Gromady, z gromadzkimi radami narodowymi (GRN) jako organami władzy najniższego stopnia na wsi, funkcjonowały od reformy reorganizującej administrację wiejską przeprowadzonej jesienią 1954 do momentu ich zniesienia z dniem 1 stycznia 1973, tym samym wypierając organizację gminną w latach 1954–1972.
Gromadę Węgrowo Polskie z siedzibą GRN w Węgrowie Polskim (w obecnym brzmieniu Węgrowo) utworzono – jako jedną z 8759 gromad na obszarze Polski – w powiecie grudziądzkim w woj. bydgoskim, na mocy uchwały nr 24/6 WRN w Bydgoszczy z dnia 5 października 1954. W skład jednostki weszły obszary dotychczasowych gromad Marusza, Sadowo (bez obszaru o powierzchni 3 ha nr parcel: 99/2, 250/1, 253/1, 254/1, 294/1), Wielkie Tarpno i Węgrowo Polskie ze zniesionej gminy Grudziądz w tymże powiecie. Dla gromady ustalono 17 członków gromadzkiej rady narodowej.
Gromadę zniesiono 1 stycznia 1958, a jej obszar włączono do gromad Piaski (wsie Węgrowo Polskie i Marusza), Świerkocin (wieś Wielkie Tarpno) i Nicwałd (wieś Wielkie Lniska) w tymże powiecie.